# 第2號大提琴協奏曲 (蕭斯達高維契)
第2號大提琴協奏曲，作品126，是俄國作曲家蕭士達高維契作創作的作品。寫於1966年。跟第一首相同，作曲家把這首曲子題獻給好友、大提琴家羅斯卓波維契。羅斯卓波維契於同年9月25日於莫斯科舉行了首演，指揮為叶夫根尼·斯韦特拉诺夫。這是屬於蕭士達高維契晚期的管絃樂作品，基本上調性已經不再如早期或中期般如此明顯，有些音樂評論會夾硬的將本曲套成為“G小調調性”，但不論作曲家的手稿或後來由Sikorski（當年專負責出版東歐及前蘇聯作曲家的音樂作品）或博浩出版社所出版的總譜，均沒有這樣的寫法或稱呼。

## 分析

### 配器
- 木管樂器：短笛、長笛、2雙簧管、2單簧管、2巴松管、低音巴松管
- 銅管樂器：2圓號
- 敲擊樂器（4位）：定音鼓、三角鐵、梆子、大鼓、小鼓、鈴鼓、筒鼓、木琴、樂鞭
- 絃樂器：第1小提琴、第2小提琴、中提琴、大提琴、低音提琴、2豎琴（齊奏）

依照工具書《管弦樂作品手冊》指示，上述之配器可簡記為"*2 2 2 *3—2 0 0 0—tmp+3—hp—str"。

### 結構
本曲共分為三個樂章，頭尾兩樂章均為篇幅長的樂章，演奏時間超過15分鐘；中間樂章卻非常短小，約5分鐘便奏完。全曲演奏時間為約36分鐘。
第1樂章
緩板（largo），以4/4為主，間中插入3/2，5/4或3/4等節奏
第2樂章
小快板（Allegetto），2/2為主，間中插入3/2，3/4或5/4等節奏
帶詼諧的間奏曲。作曲家主要以跳弓奏出本樂章的2個主要音樂動機：以純四度的音程跳躍，以及交織而不斷重覆的單方向半音／全音，第二動機據稱是取裁自烏克蘭敖德薩地區的一首民謠，但如果將這動機拆開，最後原來就是作曲家後期常用的DSCH動機，但將音符按次序重新排列（DSCH→EDCH→E♭、D、C、B♮）後，再以同等的音程轉移至不同的音高上。
在這兩個動機下，蕭士達高維契為獨奏創製出不同的旋律樂句，同時間，兩個動機的原型就不斷穿插在樂隊各樂器中，中段改為以3/4為主，獨契以第二動機加上大距離的滑音，營造成一種舞曲的模式；但原來的動機原型仍然在各樂器中穿插出現，尤其是定音鼓的四度音程，使它首次在樂曲中出現。經過一輪旋律樂句上的變化後，獨奏似乎回歸到第一主題，但很快卻進入了熱鬧的終段部份，然後在圓號和樂隊的對答下，小鼓突然的滾奏使樂曲直接進入第3樂章。
第3樂章
小快板（Allegetto），沒有不固定節拍，開頭為2/2，但隨後則6/8，3/4，2/4，3/2，5/4等節奏不斷的出現
在小鼓的滾奏下，兩支圓號吹出號角式的宣召段，令人回想起《節日序曲》中的開頭部份，及後出現一個很奇特的組合，小鼓換成為鈴鼓的滾奏，然後大提琴獨奏就在不斷的鈴片聲中模仿圓號的樂句，到達四個顫音後，第二樂章中的四度音程再次出現，並在巴松管及低音巴松管的兩次增值吹奏後，進入了由豎琴引領的田園風6/8節奏。獨奏在長笛襯托中奏出了第一主題。